# 1915年の相撲
1915年の相撲（1915ねんのすもう）は、1915年の相撲関係のできごとについて述べる。
1914年-1915年-1916年

## できごと
5月場所を前に力士間の給金の割り当てを巡り紛糾、さらに年寄名跡の襲名を巡って紛糾が相次ぎ、初日が20日近くずれ込んだ。

## 台覧相撲
- 4月29日 - 高輪御殿において、皇太子裕仁親王（後の昭和天皇）が台覧[2]。
- 6月9日 - 国技館において、淳宮雍仁親王、高松宮宣仁親王が5月場所6日目を台覧[3]。

## 本場所など
- 1月場所（東京相撲）[4]
  - 興行場所:両国国技館
  - 1月15日より10日間興行
  - 96対73で東方勝利。旗手は大錦卯一郎。個人優勝は鳳谷五郎。
- 1月場所（大阪相撲）[2]
  - 興行場所:難波新川土橋西詰
  - 晴天10日間興行
- 5月場所（東京相撲）[5]
  - 興行場所:両国国技館
  - 6月4日より10日間興行
  - 91対85で東方勝利。旗手は大錦卯一郎。個人優勝は太刀山峰右エ門。

## その他相撲披露
- 6月19日-21日 - 梅ヶ谷藤太郎引退披露興行[3]
- 西ノ海嘉治郎らが渡米、興行を行った[3]。

## 誕生
- 1月1日 - 福知海勝美（最高位：十両9枚目、所属：若藤部屋、+ 没年不明）
- 1月2日 - 千葉昇隆利（最高位：十両6枚目、所属：春日野部屋、+ 没年不明）
- 1月17日 - 和歌木山栄一（最高位：十両3枚目、所属：春日野部屋、+ 没年不明）
- 5月27日 - 枩浦潟達也（最高位：小結、所属：錦嶋部屋→立田山部屋、+ 1945年【昭和20年】）[6]
- 8月4日 - 双見山又五郎（最高位：前頭筆頭、所属：立浪部屋、+ 1974年【昭和49年】）[7]
- 8月7日 - 山陽山淺一（最高位：十両3枚目、所属：出羽海部屋）
- 11月17日 - 神竜定夫（最高位：十両15枚目、所属：出羽海部屋、+ 没年不明）

## 死去
- 8月10日 - 恵比寿洋直三郎（最高位：十両9枚目（現役没）、所属：出羽海部屋、* 1883年【明治16年】）
- 11月1日 - 常陸山虎吉（最高位：前頭筆頭、所属：入間川部屋→出羽ノ海部屋→濱風部屋→出羽ノ海部屋、* 1850年【嘉永3年】）